# Comuna Bilohorodka, Izeaslav
Bilohorodka (în ucraineană Білогородка) este o comună în raionul Izeaslav, regiunea Hmelnîțkîi, Ucraina, formată din satele Bilohorodka (reședința) și Rokîtne.

## Demografie
Componența lingvistică a comunei Bilohorodka
     Ucraineană (98,82%)
     Alte limbi (0,86%)
Conform recensământului din 2001, majoritatea populației comunei Bilohorodka era vorbitoare de ucraineană (98,82%), existând în minoritate și vorbitori de alte limbi.